# 永丰镇 (兴化市)
永丰镇，是中华人民共和国江苏省泰州市兴化市下辖的一个乡镇级行政单位。

## 行政区划
永丰镇下辖以下地区：
朱严社区、永兴村、新虎村、港中村、刘葛村、如意村、苏杨村、四塔村、迎新村、钟祁村、明兴村、祁吉村、徐杨村、桑富村、三联村、永联村、三星村、东倪村、东棒徐村、府李村、四合村、捷行村、捷西村、新科村、蔡星村、戚舍村和沙仁村。